# Sommer-Paralympics 2008/Teilnehmer (Dominikanische Republik)
| stlisierte Goldmedaille | stlisierte Silbermedaille | stlisierte Bronzemedaille |
| ----------------------- | ------------------------- | ------------------------- |
| —                       | —                         | —                         |

Die Dominikanische Republik nahm mit zwei Sportlern an den Sommer-Paralympics 2008 im chinesischen Peking teil. Fahnenträger beim Einmarsch der Mannschaften war Alfonso Olivero Encarnacion. Für beide Sportler war nach den Vorläufen Schluss.

## Teilnehmer nach Sportart

### Schwimmen
Männer
- Freddy Junior Montero Mendez
- Alfonso Olivero Encarnacion